# Colli Altotiberini rosso
Il Colli Altotiberini rosso è un vino DOC la cui produzione è consentita nella provincia di Perugia.

## Caratteristiche organolettiche
- colore: rosso rubino.
- odore: vinoso, gradevole.
- sapore: asciutto, rotondo, gradevole.

## Produzione
Provincia, stagione, volume in ettolitri
- Perugia  (1990/91)  1747,27
- Perugia  (1991/92)  2325,75
- Perugia  (1992/93)  1899,0
- Perugia  (1993/94)  859,17
- Perugia  (1994/95)  648,27
- Perugia  (1995/96)  486,86
- Perugia  (1996/97)  308,49